# Laila Boonyasak
Laila Boonyasak, precedentemente nota come Chermarn Boonyasak, nota anche con lo pseudonimo di Ploy (พลอย) (thai: เฌอมาลย์ บุญยศักดิ์; Bangkok, 15 settembre 1982), è un'attrice e modella thailandese.

## Biografia
Ha lavorato sia per film che per telenovelle televisive; è la sorella minore di Sinitta Boonyasak, anche lei attrice, ed insieme hanno recitato nel film del 2003 Last Life in the Universe.

## Filmografia parziale
- Suti Taek Sud Khaw Lok, 1995
- Goodbye Summer, 1996
- Satang, 2000
- O Lucky Man, 2003
- Last Life in the Universe, regia di Pen-Ek Ratanaruang, 2003
- Buppha Rahtree, regia di Yuthlert Sippapak, 2003
- The Park, regia di Andrew Lau, 2003
- Pattaya Maniac, regia di Yuthlert Sippapak, 2004
- Buppah Rahtree Phase 2: Rahtree Returns, regia di Yuthlert Sippapak, 2005
- The Love of Siam, regia di Chookiat Sakveerakul, 2007
- 4bia, regia di Youngyooth Thongkonthun, Banjong Pisanthanakun, Parkpoom Wongpoom, Paween Purijitpanya, 2008
- Buppha Reborn, regia di Yuthlert Sippapak, 2009
- Rahtree's Revenge, regia di Yuthlert Sippapak, 2009
- Eternity, regia di Bhandevanov Devakula, 2010
- 30+ Sod On Sale, 2011
- The Outrage, regia di Bhandevanov Devakula, 2011
- Teacher's Diary, regia di Nithiwat Tharathorn, 2014
- Buppah Arigato, regia di Yuthlert Sippapak, 2016
- Samui Song, regia di Pen-Ek Ratanaruang, 2018

## Programmi televisivi
- Madam Dun (2013)
- The Face Thailand (2014, 2018)